# Светислав Бата Прелић
Светислав Бата Прелић (Београд, 7. фебруар 1944) је српски и југословенски филмски редитељ и продуцент.
Рођен у Равној Реци 1944. године, а дипломирао на ФДУ у Београду 1968 године.
1973 године дебитује као редитељ са документарним филмом Песма ми је и отац и мати у продукцији Дунав филма.
У Дунав филму је био члан уметничке редакције и реализовао више документарних и кратких играних филмова.
На филму дебитовао 1983. године остварењем Шећерна водица које је освојило награду публике на филмском фестивалу у Пули. 
Реализовао је наслове: Дебели и мршави, Мајстор и Шампита, Полтрон, Биро за изгубљене ствари и тв серије Мали кућни графити и Канал мимо.

## Филмографија
| Год.  | Назив                            | Жанр                | Награда |
| ----- | -------------------------------- | ------------------- | ------- |
| 1968. | Подне                            | асистент редитеља   |         |
| 1974. | Ужичка република (филм)          | асистент редитеља   |         |
| 1981. | Сок од шљива                     | асистент редитеља   |         |
| 1983. | Балкан експрес                   | асистент редитеља   |         |
| 1983. | Шећерна водица                   | редитељ             |         |
| 1985. | Дебели и мршави                  | редитељ             |         |
| 1986. | Шећерна водица (мини-серија)     | редитељ             |         |
| 1986. | Мајстор и Шампита                | редитељ             |         |
| 1987. | Како забављати господина Мартина | асистент редитеља   |         |
| 1989. | Полтрон (филм)                   | продуцент и редитељ |         |
| 1996. | Мали кућни графити (ТВ серија)   | редитељ             |         |
| 1998. | Канал мимо                       | редитељ             |         |
| 2008. | Биро за изгубљене ствари         | продуцент и редитељ |         |
| 2014. | Ђорђе Вајферт                    | продуцент и редитељ |         |